# NGC 3759
NGC 3759 (również PGC 35945 lub UGC 6581) – galaktyka soczewkowata (SB0), znajdująca się w gwiazdozbiorze Wielkiej Niedźwiedzicy. Odkrył ją Heinrich Louis d’Arrest 19 sierpnia 1866 roku.